# أحمد مختار بابان
أحمد مختار بابان هو سياسي عراقي شغل منصب رئيس الوزراء في عام 1958م. وهو من مواليد مدينة بغداد عام 1318 هـ/1900م، وأصل عائلته كردية من مدينة حلبجة ويرجع نسب عائلته إلى سلالة بابان وهي من الأسر الكردية في كردستان العراق، وكانت لأسرته مجالس دينية وعلمية وأدبية يتردد عليها الفضلاء والعلماء من أهل بغداد.

## المناصب التي تولاها
- قاضي في المحاكم العراقية لمدة 17 عاماٌ، وفي أغلب المحافظات.
- متصرفاً ومحافظ لمدينة كربلاء.
- في 5 / 10 / 1942 وزيراٌ للعمل والشؤون الأجتماعية في وزارة نوري السعيد.
- في 25 / 12 / 1943 وزير العدلية في حكومة نوري السعيد.
- في 4 / 6 / 1944 وزير العدلية في حكومة حمدي الباجه جي.
- في 29 / 8 / 1944 وزير الشؤون الإجتماعية في حكومة الباجه جي الثانية.
- في 23 / 6 / 1946 وزير الشؤون الأجتماعية في وزارة توفيق السويدي.
- في 20 / 6 / 1947 وزير الدفاع ووزير المعارف في وزارة علي جودت الأيوبي الثالثة.
- عمل لفترة طويلة رئيساً للديوان الملكي.
- في مايس / 1958 أصبح رئيساً للوزراء.
- في 17 / 10 / 1958 وقف في قفص الإتهام أمام المحكمة العسكرية العليا (محكمة الشعب)، والتي تأسست بعد حركة يوليو 1958، والتي كان يرأسها المقدم فاضل عباس المهداوي.
- في تاريخ 19 / 11 / 1958 حُكم عليه بالإعدام شنقاً حتى الموت.
- وبعد إصدار ذلك الحكم القاسي عليه استطاعت إبنته (سراب) ووالدتها من مقابلة الزعيم عبد الكريم قاسم وطلبتا منه العفو عنه وإخلاء سبيله، وقد لبّى عبد الكريم طلبهما وأطلق سراحه فوراً.
- سافر مع عائلته إلى لبنان وبعد ذلك إلى ألمانيا.
- نشرت مذكراته ببيروت سنة 1999 بتحقيق الدكتور كمال مظهر أحمد.

## وفاته
توفي بتاريخ 2 ذو القعدة 1396 هـ/24 تشرين الأول 1976م، في مدينة بون وفي فندق King Hoof (الملك هوف) .